# جريجوريو دي لا فوينتيه
جريجوريو دي لا فوينتيه (بالإسبانية: (Gregorio de la Fuente (pintor)‏ رسام تشيلي ولد في سانتياغو 5 ديسمبر 1910. كان واحدا من الممثلين الرئيسين لفن الجداريات التشيلية في القرن العشرين مع كل من خوليو إسكاميث وخوسيه بنتتوريي وفرناندو ماركوس وفرناندو داثا وبيدرو أولموس، حيث أنهم كانوا متأثرين بشكل كبير بفن الجداريات المكسيكي. وقد تلقى دي لا فوينتيه تعليمه في مدرسة الفنون الجميلة بجامعة تشيلي ثم في أكاديمية خوان فرانسيسكو جونثاليث وفي مدرسة الفنون الجميلة بباريس.
ومن أقوال دي لا فوينتيه عن الرسم: 
| جريجوريو دي لا فوينتيه | الرسم هو نوع من التواصل الإنساني،ويعد أفضل طريقة للتعبير عن ما لا نستطيع أن نبوح به . | جريجوريو دي لا فوينتيه |

## أعماله

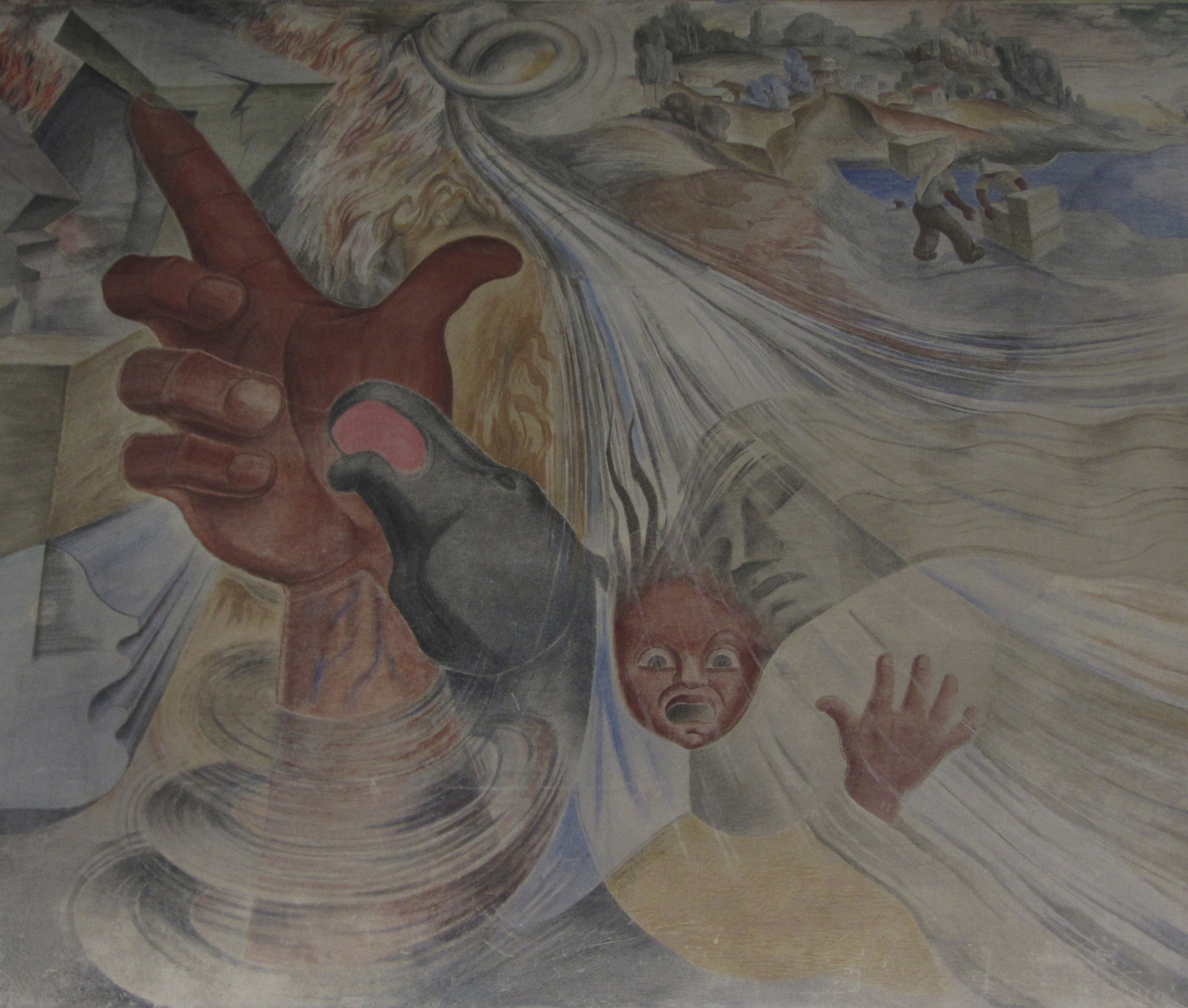
مقطع تفصيلي من لوحة تاريخ كونثبثيون

- تاريخ كونثبثيون (لوحة جدارية) بين عامي (1943-1946)[6]
- لوحة جدارية في محطة السكك الحديد في لاسيرينا في تشيلي عام (1952) [5]
- لوحة جدارية في بنك الائتمان للنشاط التعديني في لاسيرينا [5]
- لوحة جدارية في محطة السكك الحديد في لوس أندس في تشيلي عام (1953)[5]
- لوحة جدارية في الصالة الرئيسية لصندوق موظفي البلدية في سانتياغو دي تشيلي عام (1957)[5]

لوحة جدارية في محطةالسكك الحديد في لاسيرينا في تشيلي